# Stephanie White
Stephanie White est une joueuse puis entraîneuse américaine de basket-ball, née le 20 juin 1977.

## Biographie
Formée aux Boilermakers de Purdue, elle est championne NCAA en 1999 sous la direction de Lin Dunn. Cette même année, elle est lauréate du Wade Trophy. Elle dispute cinq saisons en WNBA au Sting de Charlotte, puis avec le Fever de l'Indiana qu'elle rejoint lors de la création de la franchise dans la draft d'expansion de 2000 jusqu'à sa retraite de joueuse en 2004. . Elle se tourne vers une carrière d'entraîneuse NCAA, d'abord comme assistante à Ball State (2003-2004), puis à Kansas State (2004-2005) et enfin à Toledo (2005-2007). Elle collabore également pour les réseaux de médias de la Big Ten Network, ESPN et Fox Sports Indiana. 
Elle retrouve la WNBA comme assistant coach du Sky de Chicago en 2007 pendant quatre saisons avant de retrouver dans la même position Lin Dunn au Fever. Elle lui succède après la saison 2014, devenant la plus jeune coach de la ligue.
Sous sa conduite, le Fever commence la saison 2015 par trois défaites et connait un début de saison moyen, mais redresse progressivement sa situation, avec notamment neuf victoires pour seulement deux revers après le All-Star Game, pour obtenir fin août un bilan de 17 victoires  pour 10 défaites. Son équipe termine finalement la saison avec 20 victoires pour 14 défaites, et White devient la troisième coach débutante de l'histoire de la ligue à atteindre la barre des 20 victoires dans une saison.
Peu après le début de la saison WNBA 2016, la première de coach de WNBA à atteindre les Finales pour son année rookie annonce quitter la WNBA au terme de celle-ci pour rejoindre la formation universitaire des Commodores de Vanderbilt. D'ici la fin de saison WNBA, elle sera supplée par son ancienne coach à Purdue Carolyn Peck (qui a elle-même porté le maillot de Vanderbilt de 1984 à 1988), qui doit devenir ensuite l'associé de White. Elle remplace Melanie Balcomb démise de ses fonctions le 27 avril 2016 sur un bilan de 310 victoires (le plus fort total historique de Vanderbilt) et 149 revers en 14 saisons conclues les deux dernières par une absence au tournoi final NCAA.
Son bilan après deux saisons est de 21 victoires pour 40 défaites.

## Équipe nationale
Elle est membre de la sélection américaine qui dispute la Coupe William Jones à Taipei en 1997 et y remporte la médaille d'argent.

## Vie privée
Mariée sous le nom de Stephanie White-McCarty, elle a deux enfants. Puis elle forme une nouvelle union avec l'ancienne joueuse australienne WNBA Tully Bevilaqua qui a elle-même trois enfants d'une précédente union.

## Palmarès
- Championne NCAA 1999
- Championne WNBA 2012 (assistant coach)

## Distinctions personnelles
- Wade Trophy 1999[3]